# Idalus flavicostalis
Idalus flavicostalis är en fjärilsart som beskrevs av Rothschild 1935. Idalus flavicostalis ingår i släktet Idalus och familjen björnspinnare. Inga underarter finns listade i Catalogue of Life.